# Bruin cypergras
Bruin cypergras (Cyperus fuscus) is een eenjarige plant, die behoort tot de cypergrassenfamilie. De soort staat op de Nederlandse Rode lijst van planten als zeldzaam en stabiel of toegenomen. De plant komt van nature voor in Europa, Zuidwest- en Centraal-Azië en Noord-Afrika.  Het aantal chromosomen is 2n = 72.
De polvormende plant wordt 3-20 (35) cm hoog. De liggende of iets omhooggaande, 0,6-1,1 mm brede stengels zijn stomp driekantig. De bladeren zijn 4-10 cm lang en 2-5 mm breed. De wortels zijn roodachig.
Bruin cypergras bloeit van juli tot in oktober. De bloeiwijze is een synflorescentie. De bloem heeft twee meeldraden en een stamper met drie stijlen. De onderste schutbladen steken ver buiten de bloeiwijze. De zwarte tot roodbruine kafjes van het 3-10 mm lange aartje hebben een groene kiel.
De vrucht is een 0,7-1 mm lang en 0,5 mm breed, scherp driekantig nootje met de breedste kant naar de aarspil.

## Ecologie  en verspreiding
Bruin cypergras staat op open, zonnige, soms licht beschaduwde, warme, vochtige tot natte, matig voedselrijke, kalkarme tot kalkrijke, matig stikstofrijke, meestal humushoudende zand-, leem- en kleigrond, soms op veen. Ze groeit graag op plaatsen die ’s winters onder water staan en ’s zomers uitdrogen. Het betreft dan o.a. oevers van rivieren en andere waterstromen, afgetrapte oevers van sloten en wielen, greppels, afgravingen, bron- en kwelgebieden en gespoten terreinen. Het Europese areaal reikt noordelijk tot in Zuid-Engeland en in het zuidelijke Oostzeegebied. De soort is zeldzaam in het rivierengebied en zeer zeldzaam in Zuid- en Midden-Limburg, in het oosten van het land en in enkele laagveengebieden. De plant is goed te onderscheiden door de opvallende donkerbruine aartjes en verder aan de vliezige, roodachtige wortels die eveneens kenmerkend zijn.

## Plantensociologie
Bruin cypergras is een kensoort van de slijkgroen-associatie (Eleocharito acicularis-Limoselletum) maar ook van het dwergbiezen-verbond (Nanocyperion) waar die in warme zomers en bij een lage rivierstand met grote aantallen aanwezig kan zijn.

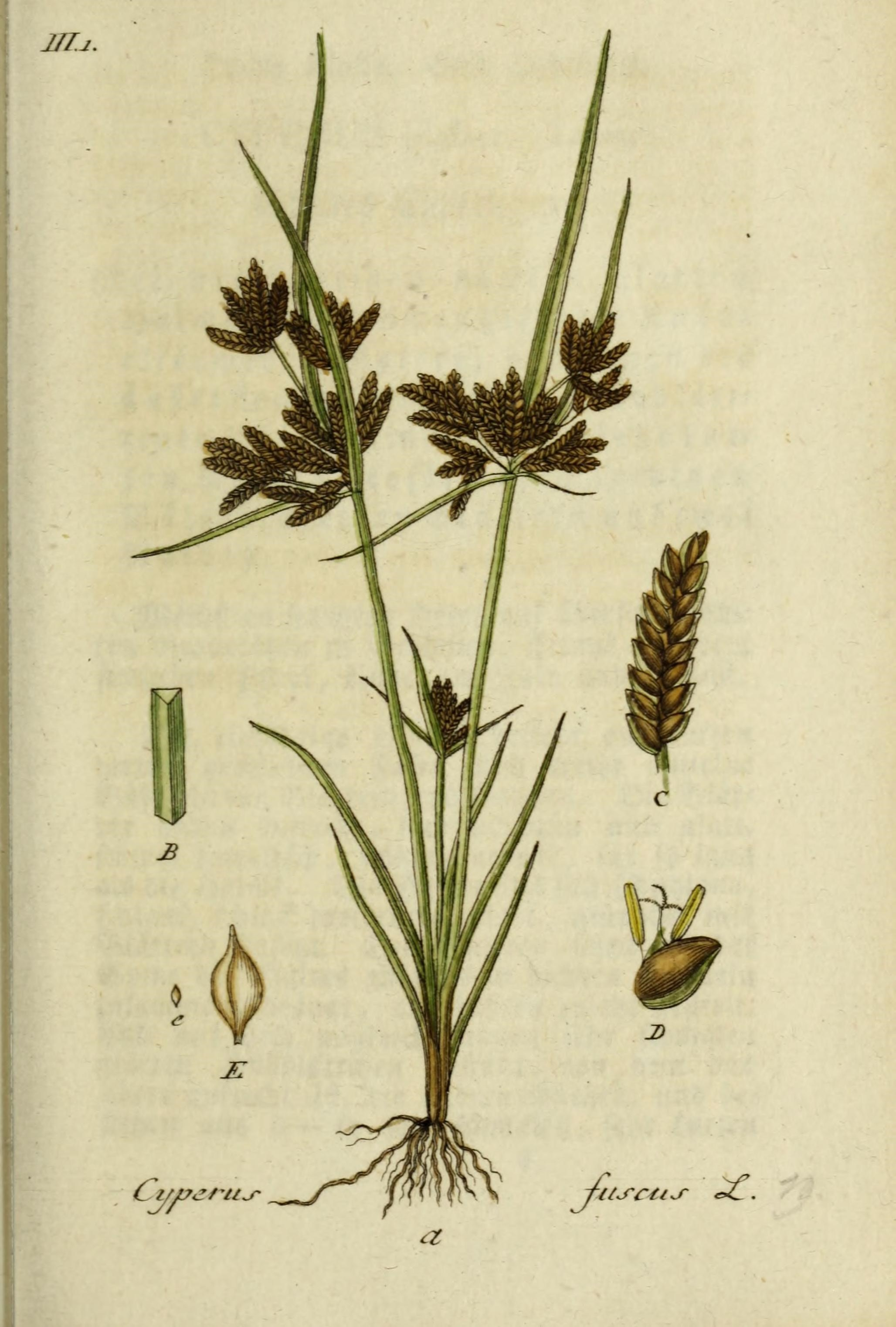
Illustratie uit Deutschlands flora
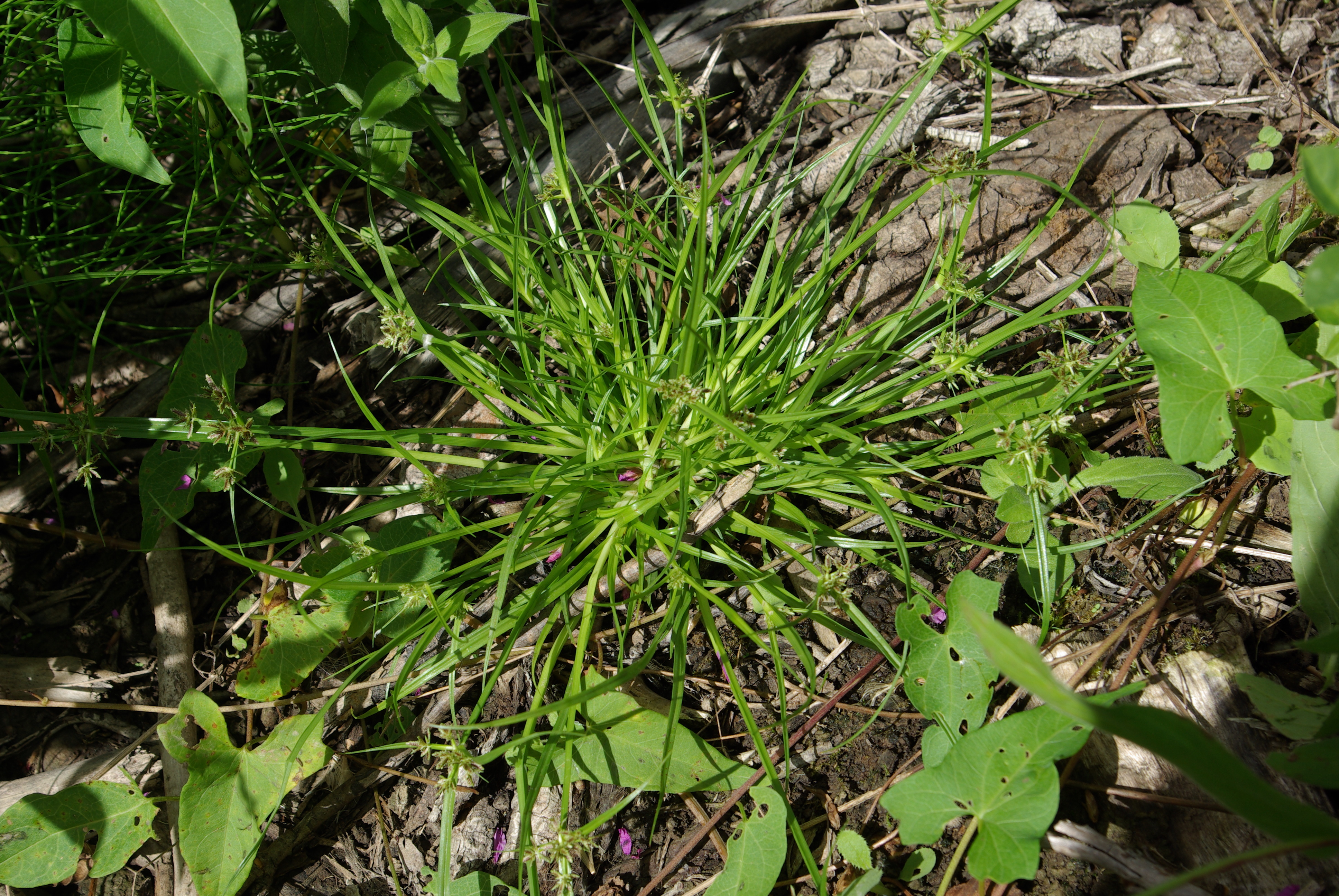
Plant
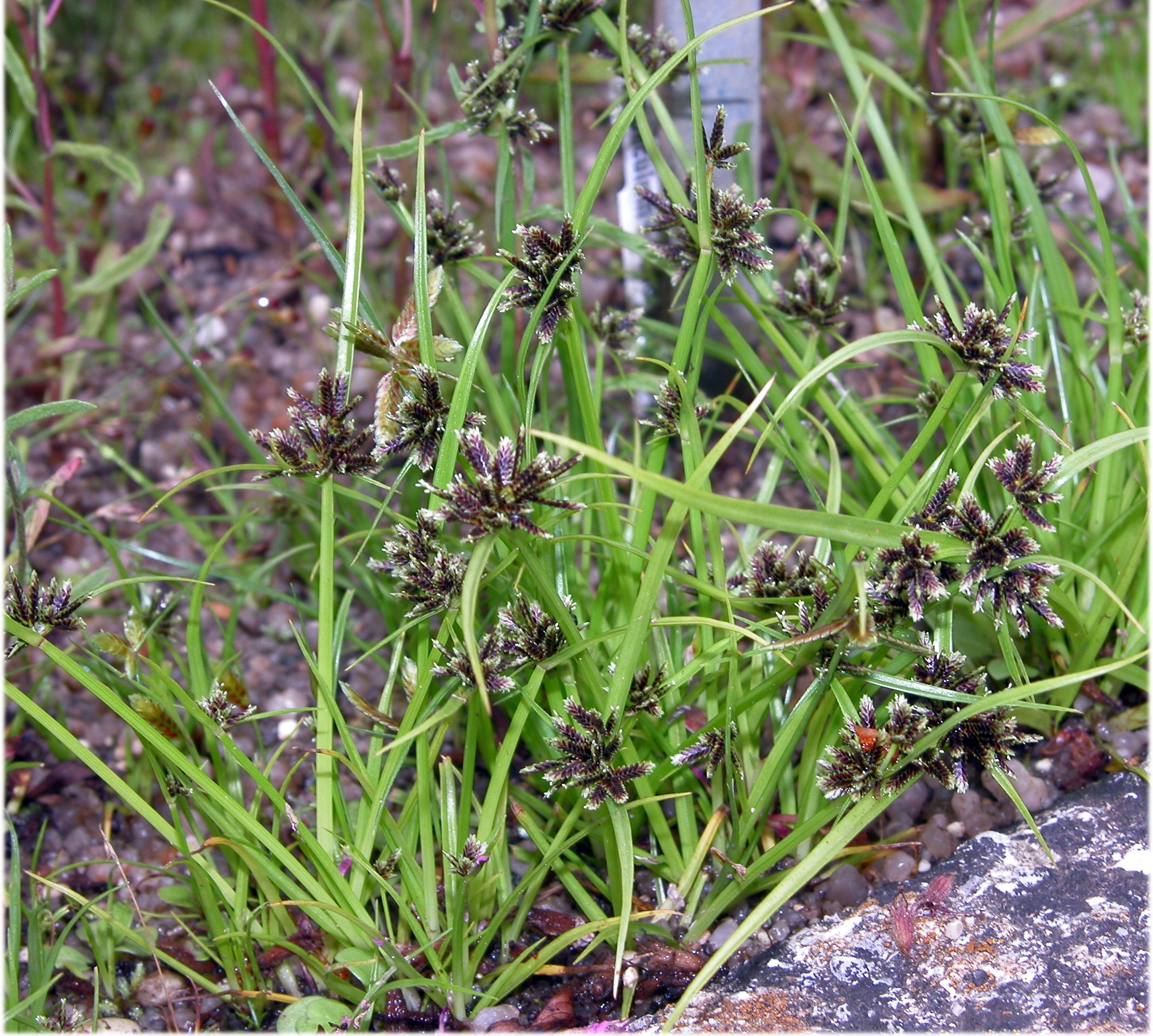
Plant
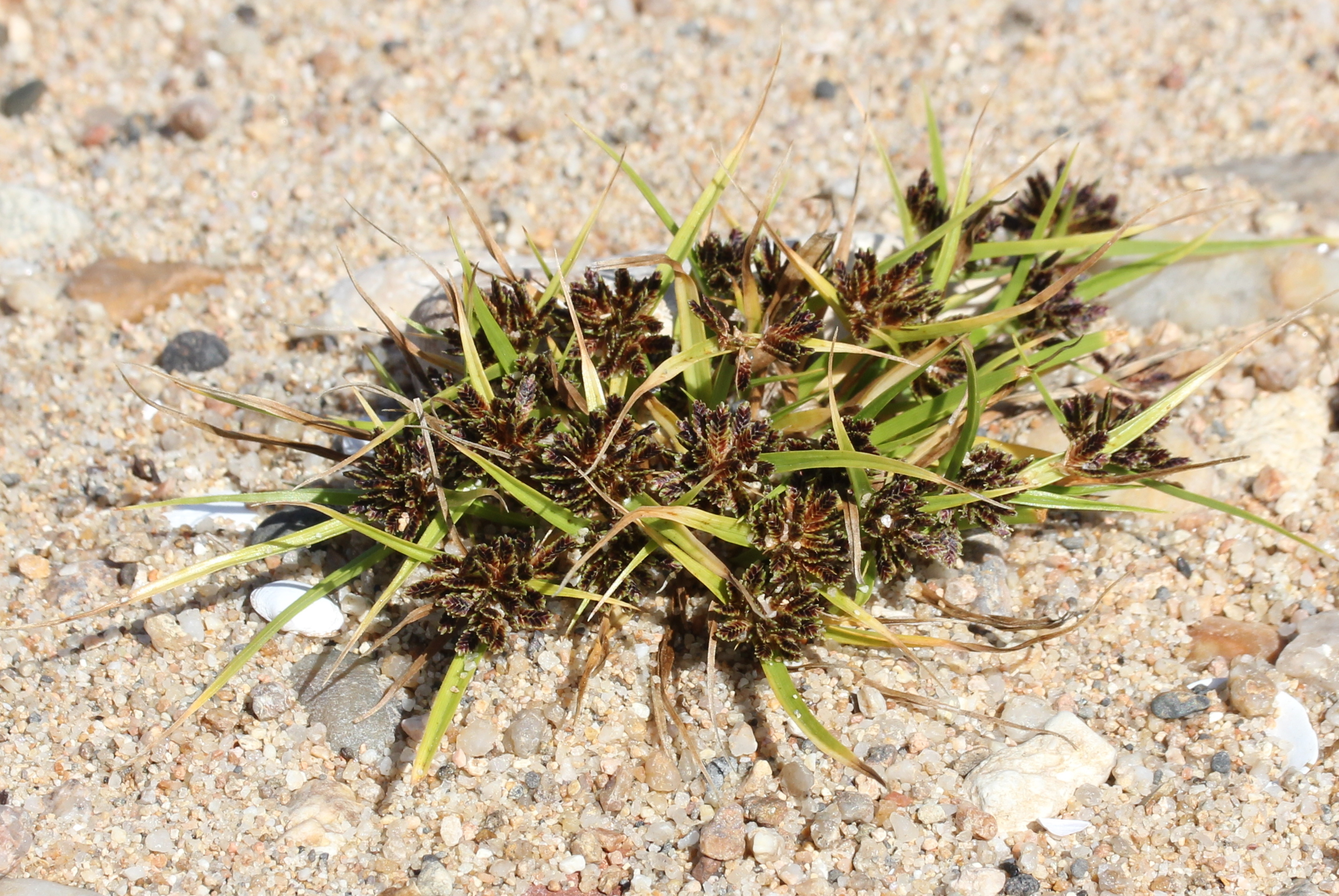
Plant
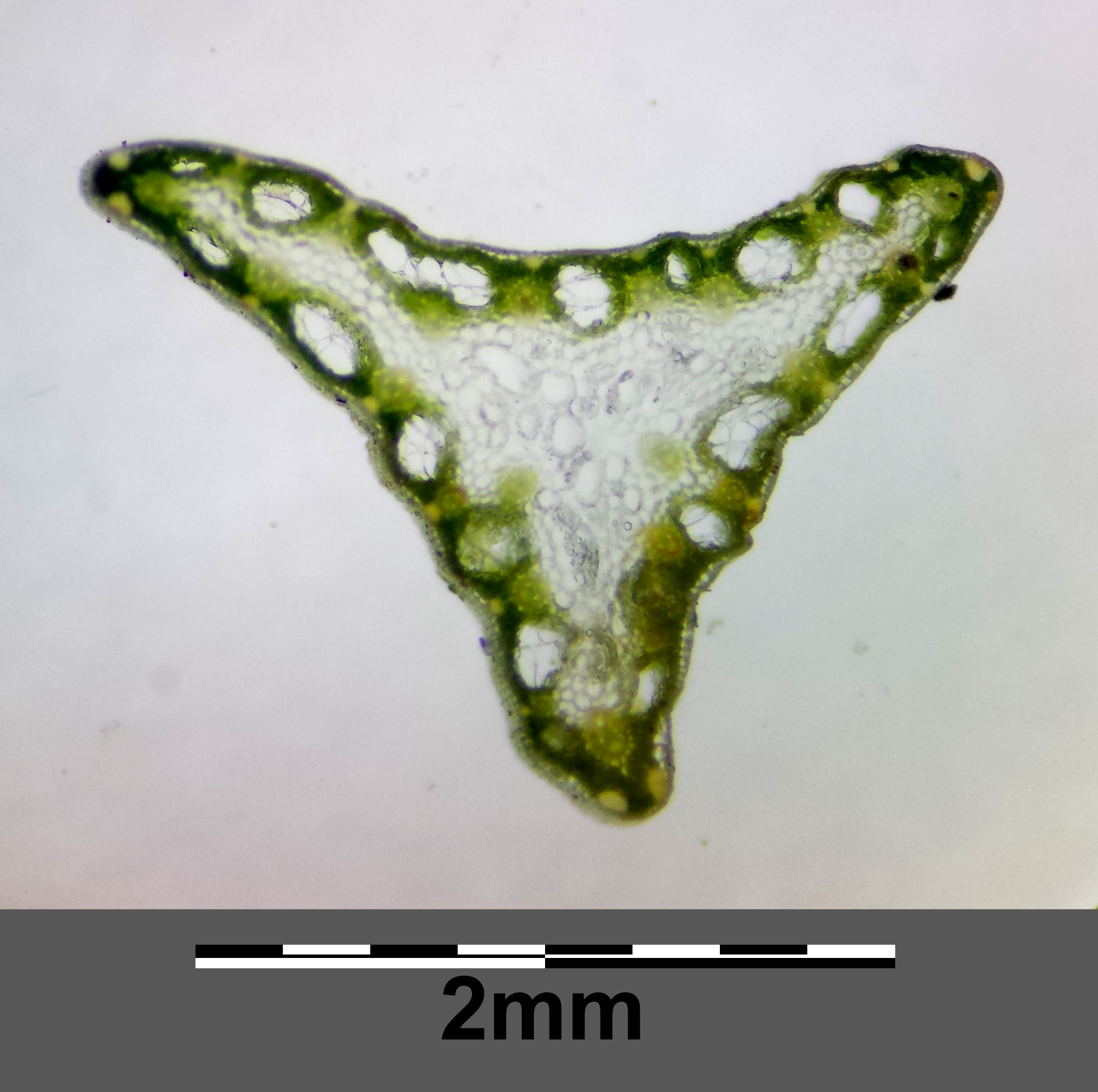
Dwarsdoorsnede stengel
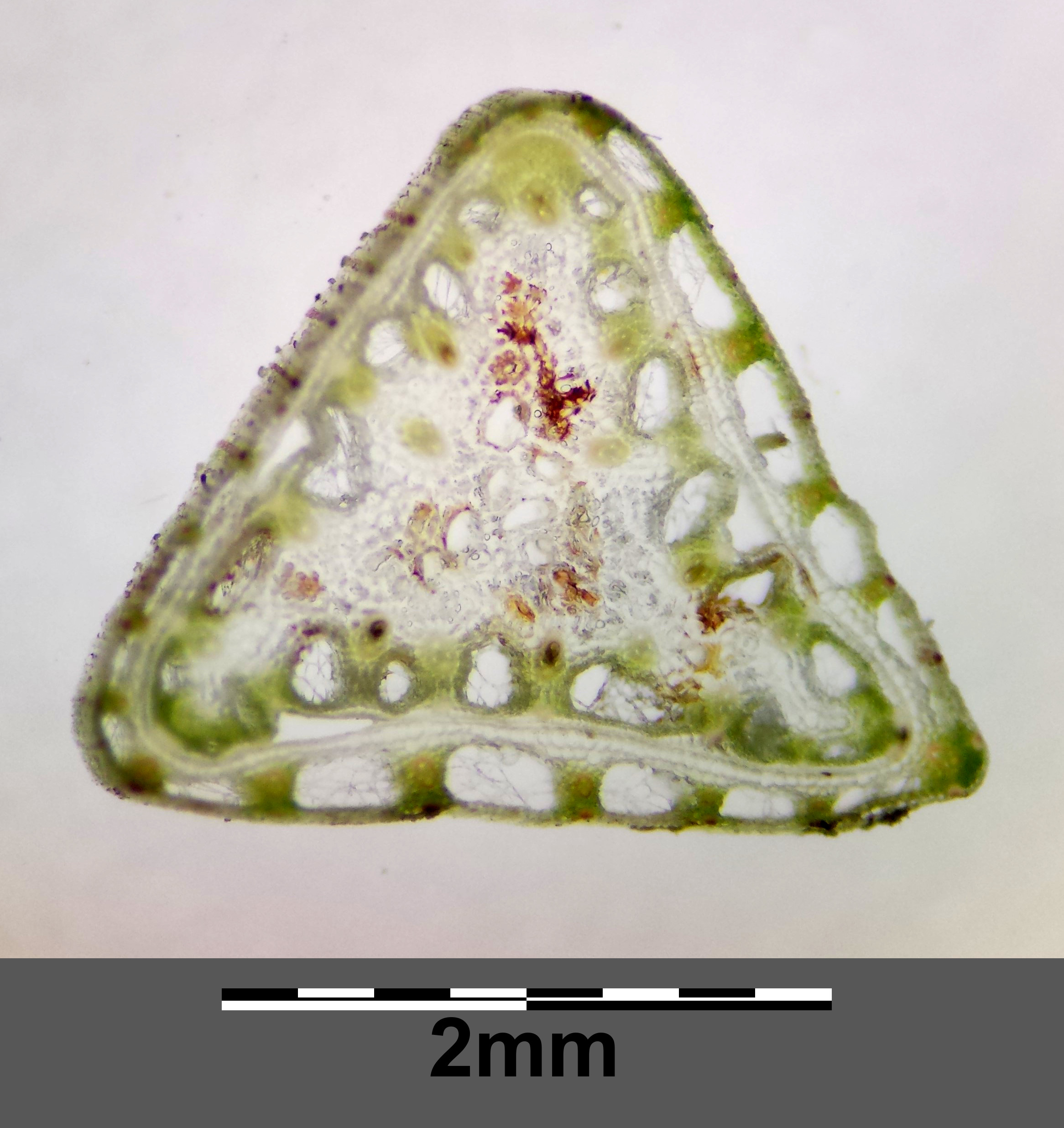
Dwarsdoorsnede stengel
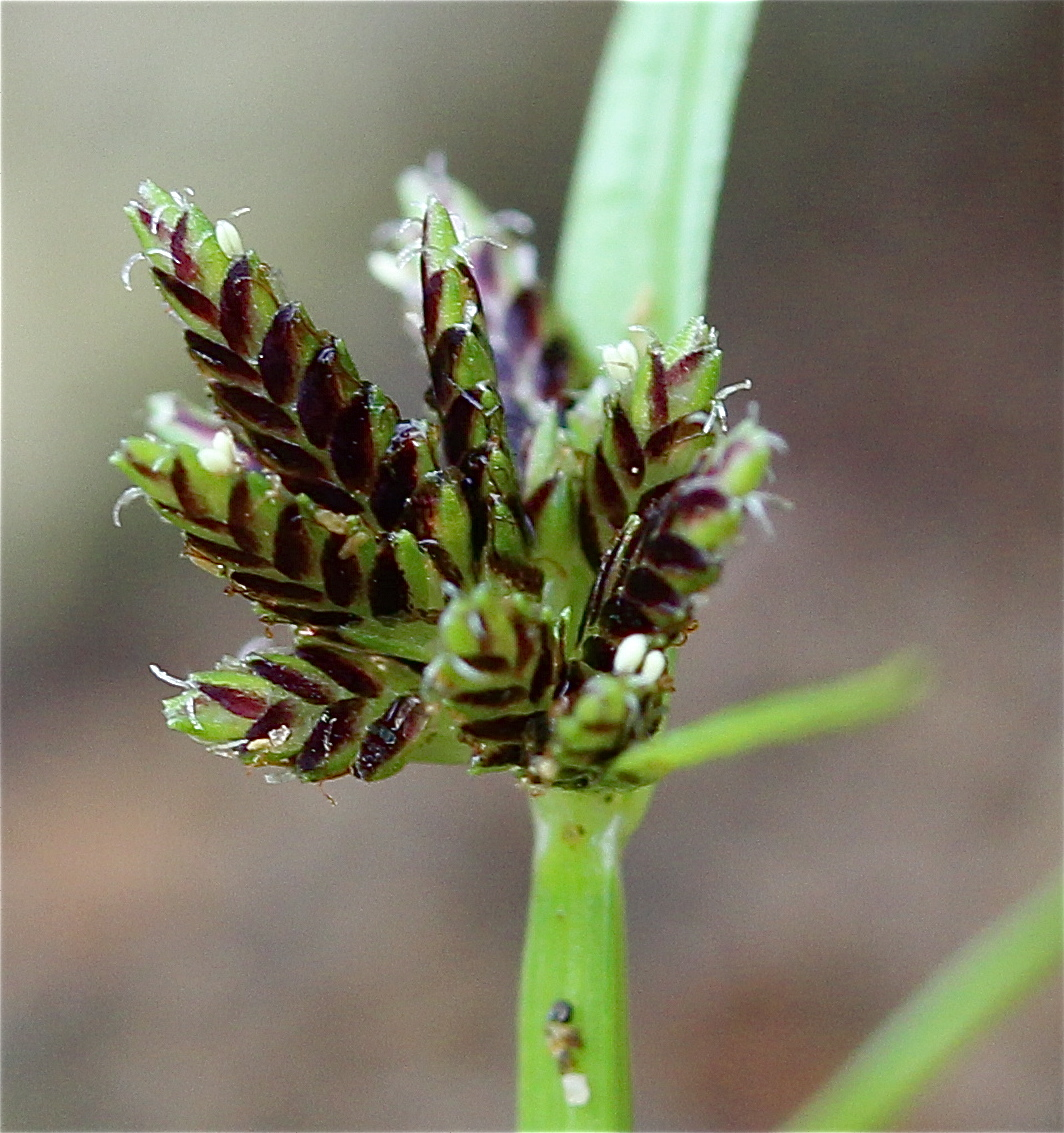
Bloeiwijze
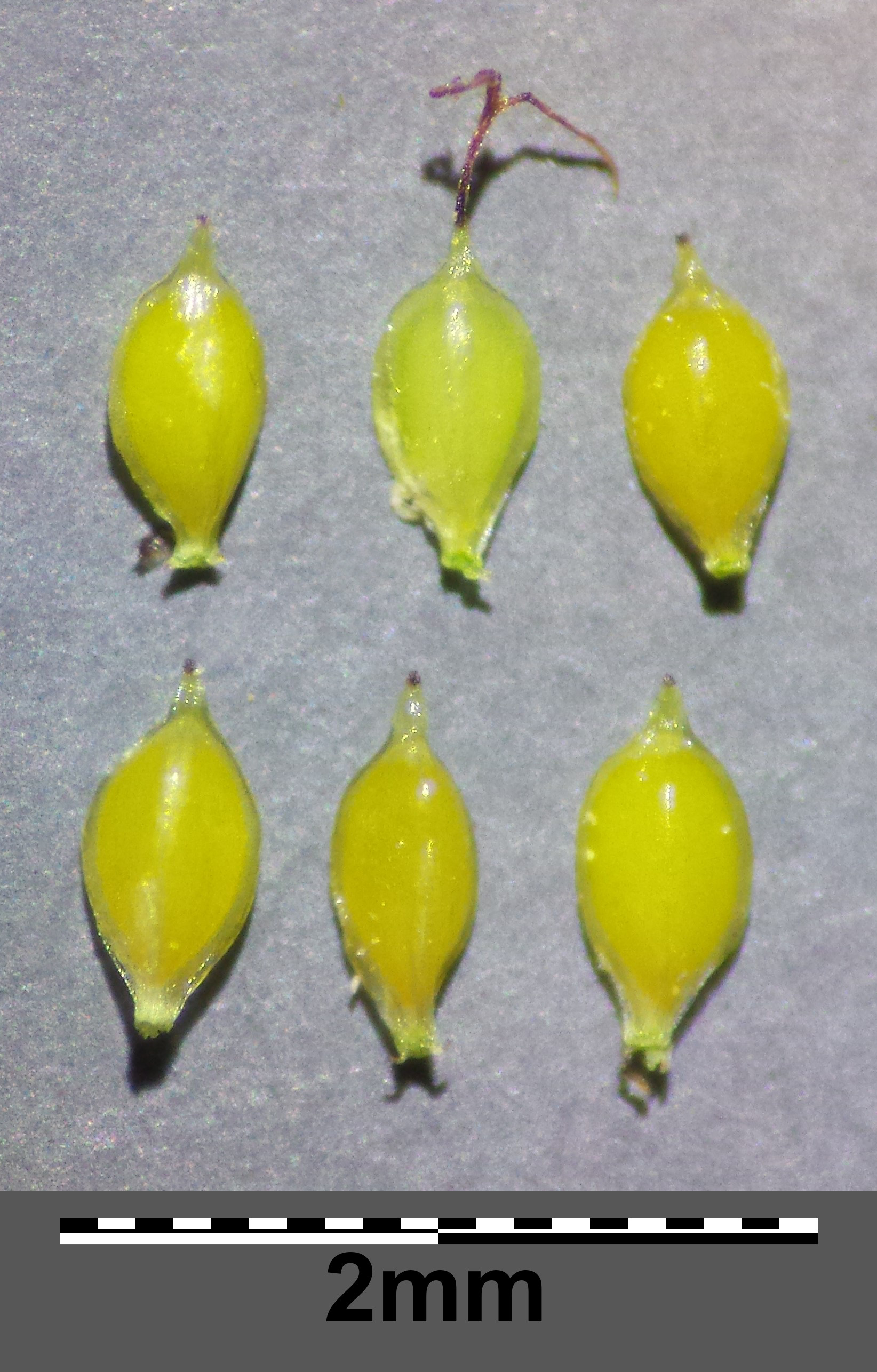
Vruchten